# آلبرت تادروس
آلبرت تادروس (انگلیسی: Albert Tadros; ۸ اوت ۱۹۱۴ – ۴ آوریل ۱۹۹۳) بازیکن بسکتبال اهل مصر بود.